# Токай (район в Унгария)
Вижте пояснителната страница за други значения на Токай.
Винарският регион Токай в Североизточна Унгария е с площ от 229 квадратни километра, разположени по хълмовете на Земплин – невисока планина с вулканичен произход.
Като цяло в Токайския винен регион има 28 села и градове, разположени в подножието на южните и източните склонове на Земпленските възвишения. Лозовите насаждения заемат около 70 квадратни километра. Той е уникален с това, че е единственият винен регион в Списъка на световното културно и природно наследство на ЮНЕСКО.

## История
Няма ясна представа кога за първи път вина са били направени в региона Токай. Исторически данни показват за наличието на лозя в Токай още от XII век. Има доказателства за по-ранно производство на вино в региона, но становищата на историците се разделят.
Редица експерти твърдят, че лозарството може да е започнало в региона, още в късната античност. Вкаменени останки на гроздови листа намерени в Erdőbénye, датиращи от края на 3 век, посочват съществуването на лозарството още в римско време. Славяните пристигна в района в края на 5-и, началото на 6 век. Една от възможните за произхода на името „Токай“ е, че тя е получена от славянската дума „Stokaj“([стокай]), което означава приблизително пресечка (т.е. сливане на реките Бодрог и Тиса). Словаците твърдят, че славяните продължили лозарството в региона. Маджарските заселници, пристигнали в Токай в края 9 век, са в основата на алтернативната теория, че лозарството е въведено в района от изток, от племето Kabar. Друга възможност за произхода на името „Токай“ е, че то произлиза от арменска дума значеща „грозде“.
Унгария се счита за една от най-старите лозаро-винарски култури в света. Още през 1640 г. в Токай са познавали най-добрите тероари и най-подходящите сортове за стила вино, харесван по тези земи. Още от XVI век тук доминират белите сортове, като мажоритарен дял има фурминт, а в по-малък процент се отглеждат харшлевелю и жълт мускат.
Токайското вино става все по-важна стока за региона от 17 век, неговият износ е основен източник на доходи за управляващите първенците в Трансилвания, на които Токайският район принадлежали към момента. Приходите от все реномираното Tokaji Aszú вино помагат да се платят войните за независимост срещу Хабсбурги. Реномето на Tokaji вино бива засилено, когато през 1703, Ференц II Ракоци, принц на Трансилвания, подарява на крал Луи XIV подарък от многобройни бутилки с вино Токай (вино). Френският крал го нарина Vinum Regum, Rex Vinorum („Вино за крале, крал на виното“), думите му отдавна са мотото в герба на Токай.
През 18 век, районът е на върха на своя просперитет, като Полша и Русия са станали основни експортни пазари за неговите вина. Такава е била важността на виното Токай в Русия, че руските императори де факто поддържат колония в Токай, за да се гарантират доставките на вино за царския двор. Петър Велики праща казашки отряди да контролират производството на вината и превоза им до Санкт Петербург, където токайското увенчава императорската трапеза.
Разделението на Полша през 1795 и последващо налагане на мита стоварват тежък удар върху износа на вино, като запращат в икономическия спад региона. Това е само първата от трите големи кризи за Токай. Втората възниква поради достигналата района епидемия от Филоксера през 1885 г., като унищожава голяма част от лозята в период само на няколко години. Третата голяма криза се поражда от загубата на Унгария на две трети от нейната територия, в рамките на Трианонски договор, и по този начин Токайското вино губи достъп до по-голямата част от своя вътрешен пазар. Районът е разделена между Унгария и новосъздадената Чехословакия, която придобива площ от 120 хектара. Последното вече е част от много по-голям винарски регион в Словакия.
В епохата на комунизма в Унгария се наблюдава влошаване на качеството и репутацията на вината. Въпреки това, след 1990 г. значителна част от инвестициите отиват в района на Токай. В днешно време в района има почти 600 винарни, от които около 50 произвежда пълната гама от вина.
През юни 2004 г. между Унгарското и Словашко правителство се постига спогодба във връзка с употребата на името „Токай“ в Словакия. По силата на това споразумение, вино, произведено от 5,65 км ² земя в Словакия може да използва името „Токай“. Въпреки това, Словашката страна не спазва частта от споразумението, отнасяща се до въвеждането на еднакви стандарти, заложени в унгарските винарски закони от 1990 г. насам. Още не е решено кой ще следи прилагането на тези закони. Споровете доведоха Словакия в международна дело между Унгария и четири други страни (Италия, Франция, Сърбия и Словения), за марката „Tokaji“.

## Климат
Климатът в региона се характеризира като умереноконтинентален климат.
Специфично за климата в Токай са есените. През есента дъждовните часове се редуват със слънчеви и в мекия климат почти всеки ден пада гъста и тежка мъгла.